# 羅傑·布瑞斯納罕
羅傑·菲利普·布瑞斯納罕（英語：Roger Philip Bresnahan，1879年6月11日—1944年12月4日），綽號「特拉利公爵」，為美國職棒大聯盟的捕手和外野手。生涯曾效力過參議員、孤兒(今小熊隊)、金鶯(今洋基隊)、巨人與紅雀等球隊。
布瑞斯納罕早期其實是一名投手，後來改練外野，生涯後期又轉任捕手。現今大聯盟許多捕手在比賽中多會穿戴護脛，就是由布瑞斯納罕所引進。另外，最早的打擊頭盔也是由他所設計，他對於推動棒球運動的安全性可說是功不可沒。
在高掛球衣之後，布瑞斯納罕仍持續活躍於棒球界。他先後在小聯盟和大聯盟的巨人與老虎隊擔任教練，最終他在1945年入選名人堂。

## 生平

### 職業生涯

#### 早期

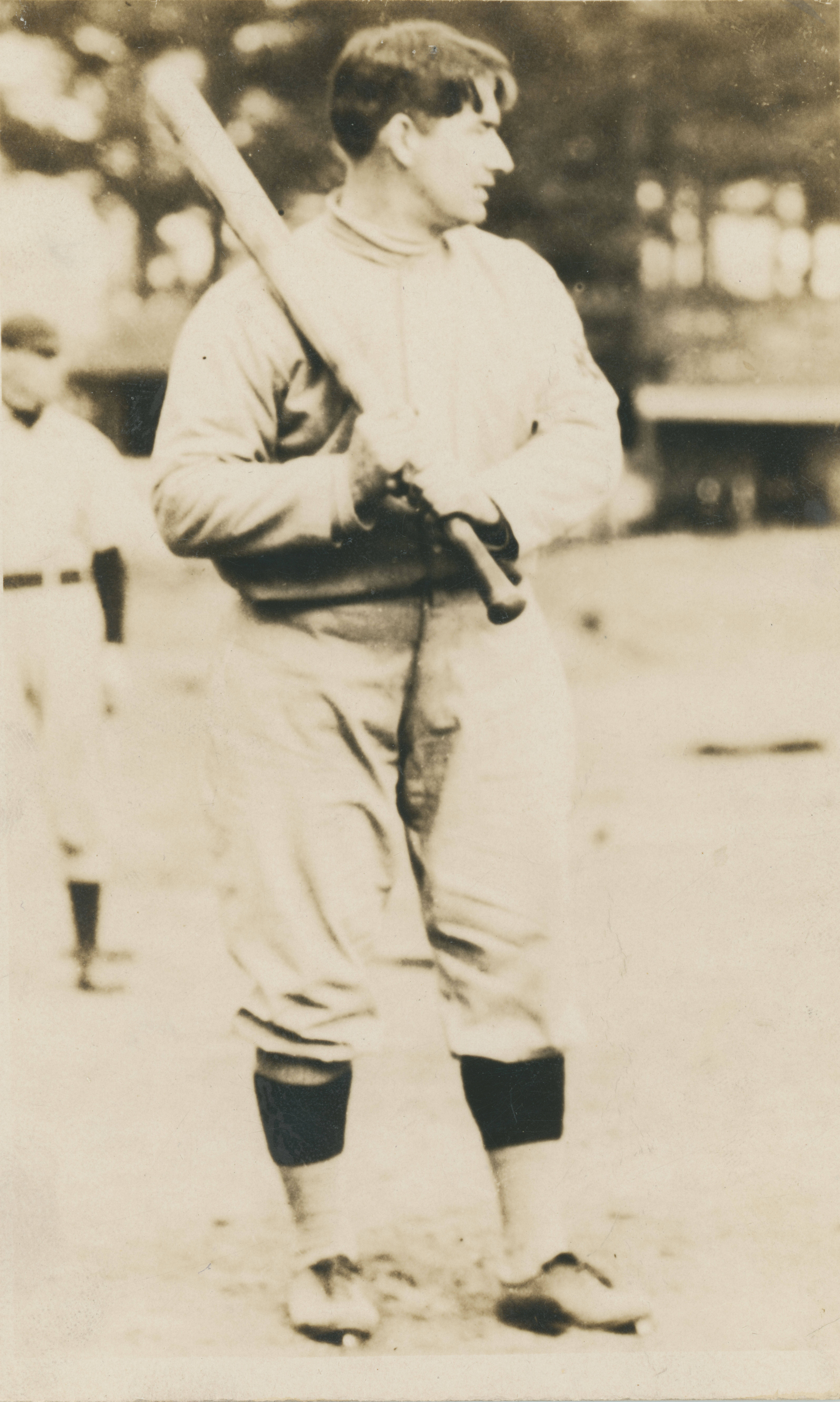
在小聯盟時期的布瑞斯納罕，拍攝日期不詳

1895年，16歲的布瑞斯納罕就在半職業球隊比賽。1897年8月10日，國聯的華盛頓參議員看中了布瑞斯納罕，並與他簽下合約。當時布瑞斯納罕以投手身分初登板，而他居然就投出一場完封勝。而這年他16個打數也敲出6支安打，拿下4勝0敗，結束了他的菜鳥球季。不過他在球季結束後與球隊薪資喬不攏，當時球隊只願意給他2000美元，而他希望球隊給他2400美元的合約。
由於薪水問題無法解決，布瑞斯納罕也無法在大聯盟出賽。1900年，他以試用球員身分加盟芝加哥孤兒，並上場2場比賽。
1901年，美國聯盟成立。許多球員因此跳槽到另一個聯盟，而布瑞斯納罕也是其中之一。他在1901年加盟金鶯隊，並和Wilbert Robinson主要擔任隊上的捕手。1902年，布瑞斯納罕還兩次敲出了場內全壘打。

#### 紐約巨人
1902年，金鶯隊陷入了財政困難，因此他們將部分球員交易掉。其中隊上的兩名明星球員Joe Kelley和約翰·麥格勞也包含在內。最後球隊將布瑞斯納罕、麥格勞、傑克·克羅寧、Joe Kelley、Joe McGinnity、Cy Seymour和Dan McGann等球員全部釋出，而Kelley和Seymour到了紅人隊，其餘球員則到了巨人隊。
由於球隊裡已經有兩名不動的捕手Frank Bowerman和Jack Warner，因此布瑞斯納罕改練外野手。1903年，他以3成50的打擊率在國聯排名第二。隔年他的打擊率為2成84。
1905年，隨著Bowerman表現下滑加上Warner離隊，布瑞斯納罕成為了球隊主戰捕手。這年巨人隊打進世界大賽，布瑞斯納罕不僅蹲捕滿5場比賽，他在系列賽的打擊率3成13也是全隊最高。
1907年開幕戰，布瑞斯納罕首次在比賽中嘗試配戴防護用具。其實早在1905年，黑人聯盟的捕手Chappie Johnson就已經在比賽中配戴過類似大聯盟護具的用品了。幾天後，布瑞斯納罕在比賽中穿戴護脛上場，成為大聯盟第一例。儘管一開始這個改變受到許多球迷的反彈，不過愈來愈多球隊捕手也跟著響應布瑞斯納罕的點子。1908年，他出賽138場比賽，打擊率為2成83。
1907年6月18日，布瑞斯納罕在打擊時被投手Andy Coakley觸身球擊中頭部。布瑞斯納罕當下直接失去意識，甚至還有神父給他舉行最後的儀式(Last rites，一種用於將死之人的天主教儀式)。後來布瑞斯納罕在醫院待了10天後康復，這起事件也讓他發明了第一個打擊頭盔。儘管如此，大聯盟一直到1940年代才開始普及打擊頭盔。而布瑞斯納罕也是大聯盟第一位在比賽中戴上面具的捕手。

#### 聖路易紅雀
1909年，麥格勞準備讓更年輕的捕手Chief Meyers接下布瑞斯納罕的捕手大位，加上紅雀隊想要網羅布瑞斯納罕。因此巨人用他跟紅雀交易Red Murray、Bugs Raymond和Admiral Schlei，布瑞斯納罕也同時擔任球員和總教練。當時的紅雀隊沒有太多競爭力，不過在布瑞斯納罕的到來後，戰績開始一年比一年進步，觀眾也逐年增加。
紅雀隊老闆Stanley Robison非常欣賞布瑞斯納罕，他也打算開出5年合約打算綁住這名好手。不過Robison卻在1911年因病驟逝，並由他的姪女Helene Hathaway Britton接任球隊老闆。這張合約也因此胎死腹中。
1911年7月11日，紅雀隊所搭乘的火車聯邦特快號在從費城前往波士頓的途中發生了事故。雖然該起事件造成14人受傷，不過布瑞斯納罕剛好在意外發生前提議全隊更換車廂搭乘，所有球員因此逃過一劫。
後來布瑞斯納罕和新老闆發生不和，因此球隊在1912年球季結束後將他釋出。後來球隊讓米勒·哈金斯接任新任總教練，而布瑞斯納罕因為沒有收到全額薪水而一狀告上法院，最終法院判決Britton需要賠償布瑞斯納罕兩萬美元。

#### 後期
1913年，他和小熊隊簽下3年1萬美元的合約。他在1915年接任總教練一職，不過在球季結束後卻因為打擊率下滑為由遭到釋出。剛成立不久的聯邦聯盟也在這年宣告解散，而芝加哥鯨魚也併入小熊隊，並由當時擔任鯨魚隊總教練的喬·汀克來接任小熊隊新任總教練。
小熊隊繼續支付布瑞斯納罕剩餘2年的薪水，並將他下放小聯盟。他在小聯盟奮戰了3年，最後在1918年宣布退休。
布瑞斯納罕在1916年買下了小熊隊的小聯盟球隊後，一路經營到1924年才將其賣出。之後他先後於巨人和老虎隊擔任教練。

### 退休
1932年，布瑞斯納罕曾加入民主黨角逐盧卡斯縣的治安官選舉，不過最後沒能順利當選。1944年12月4日，布瑞斯納罕因心臟病於家中辭世，享年65歲。

## 紀念
1949年，美國詩人Ogden Nash在他的詩集《Line-Up for Yesterday》裡提到了布瑞斯納罕：

## 生涯成績
| 出賽次數 | 打席  | 打數  | 得分 | 安打  | 二安 | 三安 | 全壘打 | 打點 | 盜壘 | 保送 | 三振 | 打擊率 | 上壘率 | 長打率 | 整體攻擊指數 |
| -------- | ----- | ----- | ---- | ----- | ---- | ---- | ------ | ---- | ---- | ---- | ---- | ------ | ------ | ------ | ------------ |
| 1,446    | 5,386 | 4,481 | 682  | 1,252 | 218  | 71   | 26     | 530  | 212  | 714  | 403  | .279   | .386   | .377   | .764         |

## 外部連結
- 球員資訊和成績在MLB ，ESPN，Retrosheet ，Baseball Reference ，Baseball Reference (Minors) ，Fangraphs ，The Baseball Cube （英文）